# Marcel Simon
Marcel Simon (Hüsseren-Wesserling, Elzas-Lotharingen, Duitse Keizerrijk, 10 april 1907 - Straatsburg, 26 oktober 1986) was een Elzassische professor en schrijver die gespecialiseerd was in godsdienstgeschiedenis, meer specifiek de relatie tussen het jodendom en het christendom in de beginperiode van de kerkgeschiedenis. Hij was tevens een autoriteit op het gebied van de Anglicaanse kerk. Een deel van zijn werk is o.a. vertaald in het Engels, Italiaans, Spaans en het Japans. 
Hij studeerde in Berlijn, Parijs en Rome. Hij werd in 1947 benoemd tot hoogleraar aan de Universiteit van Straatsburg. Naast godsdienstwetenschapper was hij ook taalkundige en doceerde hij Noorse taal en letterkunde aan dezelfde universiteit.
In 1980 ontving hij een eredoctoraat bij de Faculteit van de Geesteswetenschappen van de Zweedse Universiteit van Uppsala.
Zijn Magnum Opus was het werk Verus Israel uit 1948. Andere bekend werken zijn de boeken: De Joodse sekten ten tijde van Jezus uit 1965 en de De eerste christenen uit 1968.